# Fredede bygninger i Favrskov Kommune
Denne liste over fredede bygninger i Favrskov Kommune viser alle fredede bygninger i Favrskov Kommune, bortset fra kirker. Listen bygger på data fra Kulturarvsstyrelsen.
| Sagsnavn                 | Komplekstype       | Opførelsesår | Adresse                           | Koordinater                                   | Fredningsår (1. fredning) | ID (Link til Kulturarv.dk) | Billede     |
| ------------------------ | ------------------ | ------------ | --------------------------------- | --------------------------------------------- | ------------------------- | -------------------------- | ----------- |
| Avlsgården ved Clausholm | Landbrugsbygninger | 1920         | Clausholmvej 316, 8370 Hadsten    | 56°22′58″N 10°10′09″Ø / 56.38284°N 10.16929°Ø | 1918                      | 710-337-6                  | Upload foto |
| Avlsgården               |                    | 1920         | Clausholmvej 316, 8370 Hadsten    | 56°22′58″N 10°10′09″Ø / 56.38284°N 10.16929°Ø |                           | 710-337-8                  | Upload foto |
| Bidstrup                 |                    | 1590         | Bidstrupvej 1, 8870 Langå         | 56°20′52″N 9°56′05″Ø / 56.34785°N 9.93479°Ø   |                           | 710-17427-1                | Upload foto |
| Bidstrup                 | Herregård          | 1756         | Bidstrupvej 1, 8870 Langå         | 56°20′52″N 9°56′05″Ø / 56.34785°N 9.93479°Ø   | 1964                      | 710-17427-2                | Upload foto |
| Bidstrup                 |                    | 1759         | Bidstrupvej 1, 8870 Langå         | 56°20′52″N 9°56′05″Ø / 56.34785°N 9.93479°Ø   |                           | 710-17427-3                | Upload foto |
| Bidstrup                 |                    | 1590         | Bidstrupvej 1, 8870 Langå         | 56°20′52″N 9°56′05″Ø / 56.34785°N 9.93479°Ø   |                           | 710-17427-4                | Upload foto |
| Bidstrup                 |                    | 1759         | Bidstrupvej 1, 8870 Langå         | 56°20′52″N 9°56′05″Ø / 56.34785°N 9.93479°Ø   |                           | 710-17427-5                | Upload foto |
| Bidstrup                 |                    | 1759         | Bidstrupvej 1, 8870 Langå         | 56°20′52″N 9°56′05″Ø / 56.34785°N 9.93479°Ø   |                           | 710-17427-6                | Upload foto |
| Bidstrup                 |                    | 1846         | Bidstrupvej 1, 8870 Langå         | 56°20′52″N 9°56′05″Ø / 56.34785°N 9.93479°Ø   |                           | 710-17427-10               | Upload foto |
| Bidstrup                 |                    | 1756         | Bidstrupvej 3A, 8870 Langå        | 56°20′51″N 9°56′03″Ø / 56.34751°N 9.93417°Ø   |                           | 710-17427-7                | Upload foto |
| Bidstrup                 |                    | 1846         | Bidstrupvej 3C, 8870 Langå        | 56°20′50″N 9°55′55″Ø / 56.34725°N 9.93192°Ø   |                           | 710-17427-9                | Upload foto |
| Clausholm                |                    | 1680         | Clausholmvej 306, 8370 Hadsten    | 56°23′08″N 10°10′09″Ø / 56.38560°N 10.16909°Ø | 1918                      | 710-339-2                  | Upload foto |
| Clausholm                |                    | 1693         | Clausholmvej 308, 8370 Hadsten    | 56°23′05″N 10°10′12″Ø / 56.38467°N 10.17006°Ø |                           | 710-339-1                  | Upload foto |
| Clausholm                |                    | 1693         | Clausholmvej 310, 8370 Hadsten    | 56°23′06″N 10°10′13″Ø / 56.38489°N 10.17016°Ø |                           | 710-339-3                  | Upload foto |
| Dommergården             |                    | 1823         | Sallvej 1, 8450 Hammel            | 56°15′20″N 9°51′39″Ø / 56.25553°N 9.86095°Ø   | 1982                      | 710-7519-1                 | Upload foto |
| Favrskov                 | Herregård          | 1736         | Faurskovvej 22, 8370 Hadsten      | 56°20′11″N 9°59′27″Ø / 56.33642°N 9.99090°Ø   | 1918                      | 710-633-1                  | Upload foto |
| Frijsenborg              |                    | 1700         | Pøt Møllevej 15, 8450 Hammel      | 56°15′54″N 9°53′37″Ø / 56.26489°N 9.89358°Ø   | 1978                      | 710-6542-1                 | Upload foto |
| Lyngå Præstegård         |                    | 1790         | Lyngåvej 85, 8370 Hadsten         | 56°18′54″N 9°58′53″Ø / 56.31490°N 9.98151°Ø   | 1980                      | 710-1472-1                 | Upload foto |
| Lyngå Præstegård         |                    | 1900         | Lyngåvej 85, 8370 Hadsten         | 56°18′54″N 9°58′53″Ø / 56.31490°N 9.98151°Ø   |                           | 710-1472-2                 | Upload foto |
| Søbygård                 | Herregård          | 1810         | Søbygårdsvej 102, 8450 Hammel     | 56°15′15″N 9°47′45″Ø / 56.25422°N 9.79587°Ø   | 1944                      | 710-6542-16                | Upload foto |
| Ulstrup                  | Herregård          | 1727         | Ulstrup Skovvej 20A, 8860 Ulstrup | 56°23′46″N 9°47′27″Ø / 56.39620°N 9.79072°Ø   | 1918                      | 710-15812-1                | Upload foto |
| Ulstrup                  |                    | 1727         | Ulstrup Skovvej 20A, 8860 Ulstrup | 56°23′46″N 9°47′27″Ø / 56.39620°N 9.79072°Ø   |                           | 710-15812-3                | Upload foto |
| Ulstrup                  |                    | 1727         | Ulstrup Skovvej 20A, 8860 Ulstrup | 56°23′46″N 9°47′27″Ø / 56.39620°N 9.79072°Ø   |                           | 710-15812-4                | Upload foto |
| Ulstrup                  |                    | 1991         | Ulstrup Skovvej 20A, 8860 Ulstrup | 56°23′46″N 9°47′27″Ø / 56.39620°N 9.79072°Ø   |                           | 710-15812-5                | Upload foto |
| Østergård                | Herregård          | 1839         | Østergårdsvej 5, 8870 Langå       | 56°22′42″N 9°52′50″Ø / 56.37835°N 9.88049°Ø   | 1993                      | 710-18096-1                | Upload foto |
| Østergård                |                    | 1839         | Østergårdsvej 5, 8870 Langå       | 56°22′42″N 9°52′50″Ø / 56.37835°N 9.88049°Ø   |                           | 710-18096-3                | Upload foto |
| Østergård                |                    | 1839         | Østergårdsvej 5, 8870 Langå       | 56°22′42″N 9°52′50″Ø / 56.37835°N 9.88049°Ø   |                           | 710-18096-4                | Upload foto |
| Østergård                |                    | 1839         | Østergårdsvej 5, 8870 Langå       | 56°22′42″N 9°52′50″Ø / 56.37835°N 9.88049°Ø   |                           | 710-18096-5                | Upload foto |
| Østergård                |                    | 1904         | Østergårdsvej 5, 8870 Langå       | 56°22′42″N 9°52′50″Ø / 56.37835°N 9.88049°Ø   |                           | 710-18096-6                | Upload foto |
| Østergård                |                    | 1887         | Østergårdsvej 5, 8870 Langå       | 56°22′42″N 9°52′50″Ø / 56.37835°N 9.88049°Ø   |                           | 710-18096-9                | Upload foto |